# Akawaio
Akawaio ist eine karibische Sprache und wird vor allem in Guyana gesprochen, bevorzugt in der Region des Oberen Mazaruni.
Es wird heute noch von gut 6.000 Menschen gesprochen. Obwohl viele Akawaio-sprechende Menschen außerhalb der Städte wohnen, gibt es einige Akawaio-Ortschaften, vor allem Kamarang, Jawalla, Waramadong und Kako.  Vereinzelt findet sich Akawaio auch in Venezuela und in Brasilien (siehe Ingarikó).